# Hydraena pulchella
Hydraena pulchella är en skalbaggsart som beskrevs av Ernst Friedrich Germar 1824. Hydraena pulchella ingår i släktet Hydraena och familjen vattenbrynsbaggar. Arten är reproducerande i Sverige. Inga underarter finns listade i Catalogue of Life.